# Emilia de Villeneuve
Emilia de Villeneuve (ur. 9 marca 1811 w Tuluzie, zm. 2 października 1854 w Castres) – francuska zakonnica, święta Kościoła katolickiego.

## Życiorys
Była trzecim dzieckiem swoich rodziców; jej ojciec nosił tytuł markiza de Villeneuve. W 1825 roku, kiedy miała 14 lat, zmarła jej matka, a w 1828 roku zmarła jej siostra. W 1830 roku razem z rodziną przeniosła się na zamek Hauterive. W dniu 8 grudnia 1836 roku założyła zgromadzenie Sióstr od Najświętszej Maryi Panny Niepokalanego Poczęcia. Zmarła na cholerę w opinii świętości.
Jej proces beatyfikacyjny rozpoczął się w 1945 roku. Beatyfikował ją papież Benedykt XVI w dniu 5 lipca 2009 roku. 17 maja 2015 r. papież Franciszek kanonizował bł. Emilie de Villeneuve oraz trzy inne zakonnice (Marię od Jezusa Ukrzyżowanego (Marie Baouardy), Marię Alfonsyny Danil Ghattas i Marię Krystynę od Niepokalanego Poczęcia).